# Либби, Марк
Марк Либби (англ. Mark Libby; род. Новая Англия) — государственный деятель США. Посол США в Азербайджане (с 2024).

## Биография
Родился в Новой Англии. Окончил Университет Тафтса, Институт политических исследований (Париж). Получил степень магистра в Национальном колледже войны.
Работал в качестве наблюдателя, заместителя директора по управлению кризисами в Операционном центре Государственного департамента США.
Являлся заместителем директора в Управлении по делам Центральной Европы Бюро по делам Европы и Евразии Государственного департамента США.
Являлся директором Управления по делам Восточной Европы  (Турция, Греция, Кипр) Бюро по делам Европы и Евразии.
Являлся директором по направлению Института зарубежной службы (США).
Являлся линейным офицером Государственного секретариата США при Колине Пауэлле и директором секретариата при Хиллари Клинтон. 
Являлся политическим советником посольства США в Варшаве, Нассау, Никосии и Багдаде.
С июля 2018 по 2021 год являлся заместителем главы миссии, поверенным в делах миссии США в ЕС (Брюссель).
С 2021 по 2023 год являлся ассистентом профессора и советником факультета Государственного департамента США в Национальном колледже войны.
Посол США в Азербайджане (с 18 января 2024).
Владеет польским, французским, турецким языками.